# واکنش جلب توجه
واکنش جهت‌یابی (به انگلیسی: Orienting response) واکنشی در انسان و جانوران است به این شکل که در صورت مواجهه با هر تغییری در موقعیت، توجه‌شان به آن تغییر جلب می‌شود. یعنی مثلاً با شنیدن یک صدا، گوش‌به‌زنگ می‌شوند یا گوش‌شان تیز می‌شود.
این پدیده را اولین بار ایوان سکنف، روان‌شناس روسی توصیف کرد.